# Haftanstalt Gaya
Die Haftanstalt Gaya (französisch Maison d’arrêt de Gaya) ist ein Gefängnis in der Stadt Gaya in Niger.

## Baubeschreibung und Geschichte
Die Haftanstalt befindet sich am westlichen Stadtrand von Gaya in der Region Dosso. Sie ist auf eine Aufnahmekapazität von 400 Insassen ausgelegt. Es handelt sich um eine nicht spezialisierte Anstalt, in der generell Personen, die mit dem Gesetz in Konflikt geraten sind, inhaftiert werden.
Das Gefängnis besteht seit dem Jahr 1914. Es wurde von der damaligen Kolonialmacht Frankreich errichtet und ist eine der ältesten bestehenden Haftanstalten Nigers. Der spätere Politiker und Gewerkschafter René Delanne wirkte von Januar bis September 1943 als Verwalter des Gefängnisses. Im Rahmen der Bekämpfung der COVID-19-Pandemie in Niger erließ Staatspräsident Mahamadou Issoufou am 30. März 2020 landesweit 1540 Gefangenen ihre restliche Haftstrafe, darunter 67 in der Haftanstalt Gaya.